# Rostyslaw Hryhortschuk
Rostyslaw Iwanowytsch Hryhortschuk (ukrainisch Ростисла́в Іва́нович Григорчу́к, russisch Ростислав Иванович Григорчук, Rostislaw Iwanowitsch Grigortschuk, englische Transkription Rostislav Grigorchuk; * 23. Februar 1953 in Muchawez (heute im Wyschniwez), Rajon Sbarasch, Oblast Ternopil, USSR, heute Ukraine) ist ein sowjetischer und russischer Mathematiker ukrainischer Herkunft. Er ist Professor an der Texas A&M University.

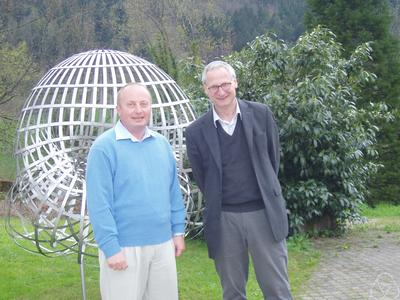
Rostyslaw Hryhortschuk (links) mit Manfred Karbe 2006 in Oberwolfach

Hryhortschuk studierte an der Lomonossow-Universität Mathematik mit dem Abschluss 1975 und der Promotion (Kandidatentitel) 1978 bei Anatoli Michajlowitsch Stepin. Er erwarb 1985 am Steklow-Institut seinen russischen Doktortitel (Habilitation). In den 1980er Jahren war er an der Staatlichen Universität für Verkehrswesen und danach am Steklow-Institut und der Lomonossow-Universität. Ab 2002 war er Professor an der Texas A&M University. 2008 wurde er dort Distinguished Professor.
Er ist bekannt für grundlegende Beiträge zur geometrischen Gruppentheorie. Insbesondere entdeckte er 1984 später nach ihm Grigorchuk-Gruppen genannte Gruppen mit besonderen Wachstumseigenschaften. Man betrachte unendliche Gruppen mit einer endlichen Anzahl von Generatoren und fragt, wie die Anzahl der Gruppenelemente nach endlicher Anzahl n von Iteration der Generatoren wächst. Milnor vermutete 1968, dass es nur polynomiales und exponentielles Wachstum gibt, Hryhortschuk bewies, dass es noch eine weitere Gruppe gibt, Grigorchuk-Gruppen mit subexponentiellem Wachstum, das aber größer als polynomiales Wachstum ist. Sie haben häufig eine rekursive Beschreibung als Automorphismengruppen von Bäumen und Mengen mit selbstähnlichen Eigenschaften (Fraktale) und fanden Anwendung in der Theorie der Fraktale und holomorphen Dynamik (z. B. Eigenschaften der Julia-Mengen), bei endlichen Automaten, in der Spektraltheorie von Graphen und in der Funktionalanalysis. Hryhortschuk wandte sie unter anderem in der Topologie an (Gegenbeispiel zu einer Vermutung von Michael Atiyah über L2-Bettizahlen geschlossener Mannigfaltigkeiten).
Er befasste sich auch mit Irrfahrten auf Gruppen und Mittelbaren Gruppen (Amenable Groups).
Er erhielt den Leroy P. Steele Prize für 2015 in der Sparte grundlegende Forschungsbeiträge.
2012 wurde er Fellow der American Mathematical Society. 1990 war er eingeladener Sprecher auf dem Internationalen Mathematikerkongress in Kyoto (On growth in group theory).
Er ist Herausgeber von Groups, Geometry and Dynamics.

## Schriften
- mit Igor Pak: Groups of intermediate growth: an introduction. In: L’Enseignement Mathématique. Band 54, 2008, S. 251 (unige.ch).
- mit Tatiana Nagnibeda: Complete growth functions of hyperbolic groups. In: Invent. Math. 130, Nr. 1, 1997, S. 159–188.
- On growth in group theory. In: Proceedings of the International Congress of Mathematicians. Band I, II (Kyoto, 1990), S. 325–338, Math. Soc. Japan, Tokyo 1991.
- Degrees of growth of finitely generated groups and the theory of invariant means. In: Izv. Akad. Nauk SSSR Ser. Mat. 48, Nr. 5, 1984, S. 939–985.
- On the Milnor problem of group growth. In: Dokl. Akad. Nauk SSSR. 271, Nr. 1, 1983, S. 30–33.
- On Burnside’s problem on periodic groups. In: Funktsional. Anal. i Prilozhen. 14, Nr. 1, 1980, S. 53–54.